# Pomacentrus simsiang
Pomacentrus simsiang är en fiskart som beskrevs av Bleeker, 1856. Pomacentrus simsiang ingår i släktet Pomacentrus och familjen Pomacentridae. Inga underarter finns listade i Catalogue of Life.